# RTV L.O.V.E.
RTV L.O.V.E. is de lokale omroep van de gemeente Edam-Volendam. Sinds 1985 verzorgt de Lokale Omroep Volendam Edam radio- en televisie-uitzendingen in de gemeente Edam-Volendam. De L.O.V.E. (spreek uit als: El-Oo-Vee-Eee) is in de loop der jaren uitgebreid met Tekst-TV (1993), Teletekst (1999) en een website (1999). De omroep beschikt onder andere over een tweetal radiostudio's, een tv-studio, twee digitale montagesets, een mobiele (radio)studioset en een online lineare montage-opstelling. In totaal zijn er meer dan vijftig vrijwilligers actief bij de omroep. De Lokale Omroep Volendam-Edam heeft als slogan: "Elke dag bij jou". De L.O.V.E. heeft een samenwerkingsverband met de regionale omroep NH Nieuws.

## Radio
De Lokale Omroep Volendam Edam maakt radioprogramma's voor de Gemeente Edam-Volendam. Dit gebeurt vrijwillig door meer dan 30 medewerkers, onder de naam L.O.V.E. Radio. Sinds 2012 heeft de radio een horizontale programmering, en op werkdagen is dat globaal van 08:00-23:00 en in de weekenden van 07:00-23:00uur. In 2016 is de omroep gestart met een aantal nachtprogramma's. L.O.V.E. Radio besteedt met culturele, educatieve en informatieve programma's aan vele doelgroepen aandacht. L.OV.E Radio is via 106.6FM in de ether van Groot Waterland te ontvangen. Daarnaast digitaal via Ziggo 914/KPN 1139/Odido 2001/Trined 890, de livestream op internet en via de app Tune In, Sonos en DAB+.
De doelgroep van de L.O.V.E. is overdag van 24-49 jaar. Onder deze doelgroep heeft de omroep een luisterdichtheid van 14,3%

## Televisie
L.O.V.E. Televisie zendt regelmatig programma's en reportages in HD uit op de digitale kanalen via Ziggo 39/KPN 1439/Odido 809/Trinded 523 en online op de website en youtube. Naast de eigen programma's geeft de L.O.V.E. externe organisaties de gelegenheid om tv-programma's aan te bieden.
Indien er geen tv-programma's worden uitgezonden dan wordt op het tv-kanaal "L.O.V.E. kabelkrant" uitgezonden. Deze kabelkrant voorziet de inwoners van Edam-Volendam van lokaal, gemeentelijk, cultureel, en sportnieuws.
Op diverse tijdstippen (met name in de avond en weekenden) kan er via de tv mee worden gekeken tijdens uitzendingen vanuit de radiostudio.
Daarnaast zend L.O.V.E. TV ook de raadsvergaderingen uit van de gemeente Edam-Volendam.